# Don't Dream It's Over
Don't Dream It's Over is een nummer van de Australisch/Nieuw-Zeelandse rockband Crowded House. Het is de vierde single van hun titelloze debuutalbum uit 1986. Op 20 oktober dat jaar werd het nummer eerst op single uitgebracht in Australië en Nieuw-Zeeland. In maart 1987 volgden Europa, de Verenigde Staten en Canada. In 1996 werd het nummer op cd-single uitgebracht.

## Achtergrond
"Don't Dream It's Over" betekende de internationale doorbraak voor Crowded House. De plaat werd in Oceanië een groot succes; in thuisland Australië werd de 8e positie bereikt en de nummer 1-positie in Nieuw-Zeeland. In de Verenigde Staten werd de 2e positie bereikt en in Canada zelfs de nummer 1-positie. In het Verenigd Koninkrijk werd een 27e positie in de UK Singles Chart behaald.
In Nederland was de plaat op vrijdag 1 mei 1987 Veronica Alarmschijf op Radio 3 en werd een grote hit in de destijds twee landelijke hitlijsten op de nationale publieke popzender. Op vrijdag 15 mei 1987 speelde de band de plaat voor het eerst ter wereld live tijdens de live-uitzendingen van Veronica vanuit Montreux op Radio 3. De plaat bereikte de 5e positie in de Nederlandse Top 40 en de 7e positie in de Nationale Hitparade Top 100. In de allerlaatste op donderdag 25 juni 1987 uitgezonden Europese hitlijst op Radio 3, de TROS Europarade, bereikte de single de 39e positie.
In België bereikte de plaat de 6e positie in de voorloper van de Vlaamse Ultratop 50 en de 18e positie in de Vlaamse Radio 2 Top 30. In Wallonië werd géén notering behaald.
Sinds de allereerste editie in december 1999 staat de plaat onafgebroken genoteerd in de jaarlijkse NPO Radio 2 Top 2000 van de Nederlandse publieke radiozender NPO Radio 2, met als hoogste notering een 160e positie in 1999.

## Versie Paul Young
In september 1991 bracht de Britse zanger Paul Young een cover van de plaat  uit, wat in een aantal landen een hit werd. In thuisland het Verenigd Koninkrijk werd de 20e positie bereikt in de UK Singles Chart. In Ierland werd de 13e positie bereikt, in Noorwegen de 6e, Zweden de 25e, Duitsland de 71e en in de Eurochart Hot 100 de 30e positie.  
In Nederland werd deze versie een bescheiden radiohit op de nationale publieke popzender Radio 3 en bereikte de 67e positie in de Nationale Top 100. In de Nederlandse Top 40 werd géén notering behaald.
In België bereikte de plaat de 48e positie in de voorloper van de Vlaamse Ultratop 50. In de Vlaamse Radio 2 Top 30 en in Wallonië werd géén notering behaald.

## NPO Radio 2 Top 2000
| Nummer met noteringen in de NPO Radio 2 Top 2000 | '99 | '00 | '01 | '02 | '03 | '04 | '05 | '06 | '07 | '08 | '09 | '10 | '11 | '12  | '13 | '14  | '15  | '16 | '17 | '18 | '19 | '20 | '21 | '22 | '23 | '24 |
| ------------------------------------------------ | --- | --- | --- | --- | --- | --- | --- | --- | --- | --- | --- | --- | --- | ---- | --- | ---- | ---- | --- | --- | --- | --- | --- | --- | --- | --- | --- |
| Don't Dream It's Over                            | 160 | 220 | 356 | 332 | 474 | 436 | 574 | 655 | 724 | 555 | 766 | 757 | 786 | 1053 | 793 | 1004 | 1046 | 726 | 681 | 783 | 764 | 824 | 778 | 840 | 726 | 512 |

1. ↑  Een vetgedrukt getal geeft de hoogste notering aan.